# ㄷ
Digeut (litera: ㄷ, kor. 디귿, w Korei Północnej Dieut, kor. 디읃) – spółgłoska dziąsłowa należąca do grupy pisma hangul, do oznaczenia spółgłoski zwartej dziąsłowej bezdźwięcznej [t], oraz w zależności od pozycji w słowie spółgłoski zwartej dziąsłowej dźwięcznej [d]. Według transkrypcji McCune’a-Reischauera spółgłoska brzmi "t", a pomiędzy sylabami "d".. Litera współtworzy spółgłoskę ㄸ.
Jak podaje Koreańska Zasada Pisowni (Hunminjeongeum) ㄷ jest trzecią literą alfabetu koreańskiego. Spośród spółgłosek języka koreańskiego, oznacza ono bezdźwięczny dźwięk zwarty, wydawany poprzez zablokowanie nozdrzy języczkiem i dociśnięcie czubka języka do górnych dziąseł w celu zablokowania wydechu, a następnie wypuszczenie go bez wibracji strun głosowych.
Wartość fonetyczna dźwięku została wyjaśniona przy użyciu chińskie dźwięku znaku "斗".
Dźwięk spółgłoski brzmi podobnie jak "d" w angielskim słowie "door" lub polskie "t" i "d".

## Pismo

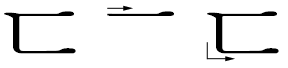
Kolejność stawiania kresek

## Historia
W momencie powstania Hunminjeongeum litera stała się trzecią według kolejności alfabetu. Wcześniej była piątą.